# 比内町大葛
比内町大葛（ひないまちおおくぞ）は、秋田県大館市の大字。2017年8月末現在の人口は552人。郵便番号018-5851。本項では同地域にかつて存在した北秋田郡大葛村（おおくぞむら）についても記す。

## 地理
大館市南端、犀川上流域にあたる。北で比内町中野・比内町独鈷・十二所、東で鹿角市尾去沢・八幡平、南で北秋田市森吉、西で同市七日市と隣接する。秋田県道22号比内大葛鹿角線が犀川・金山川に沿って北部を横断し、秋田県道309号比内森吉線が南に分岐する。

### 山岳
- 早稲山
- 竜ヶ森
- 小倉山
- 姥ヶ嶽

### 河川
- 犀川
- 金山川

## 歴史

### 沿革
- 1521年（大永元年） - 大葛鉱山が発見される。
- 1889年（明治22年）4月1日 - 町村制の施行により、近世以来の大葛村が単独で自治体を形成。
- 1955年（昭和30年）3月31日 - 扇田町・東館村・西館村と合併して比内町が発足。同日大葛村廃止。
- 1975年（昭和50年）12月 - 大葛鉱山が閉山する。
- 2005年（平成17年）6月20日 - 比内町が大館市に編入。

### 村長
- 荒谷桂吉
- 荒谷鉱太
- 荒谷夷一

## 交通

### 道路
- 秋田県道22号比内大葛鹿角線
- 秋田県道309号比内森吉線

## 施設
- 大葛郵便局

## 名所・旧跡・観光スポット・祭事・催事
- 大葛温泉
- 大葛金山ふるさと館（大葛鉱山の資料の展示公開）